# Rusu de Sus, Bistrița-Năsăud

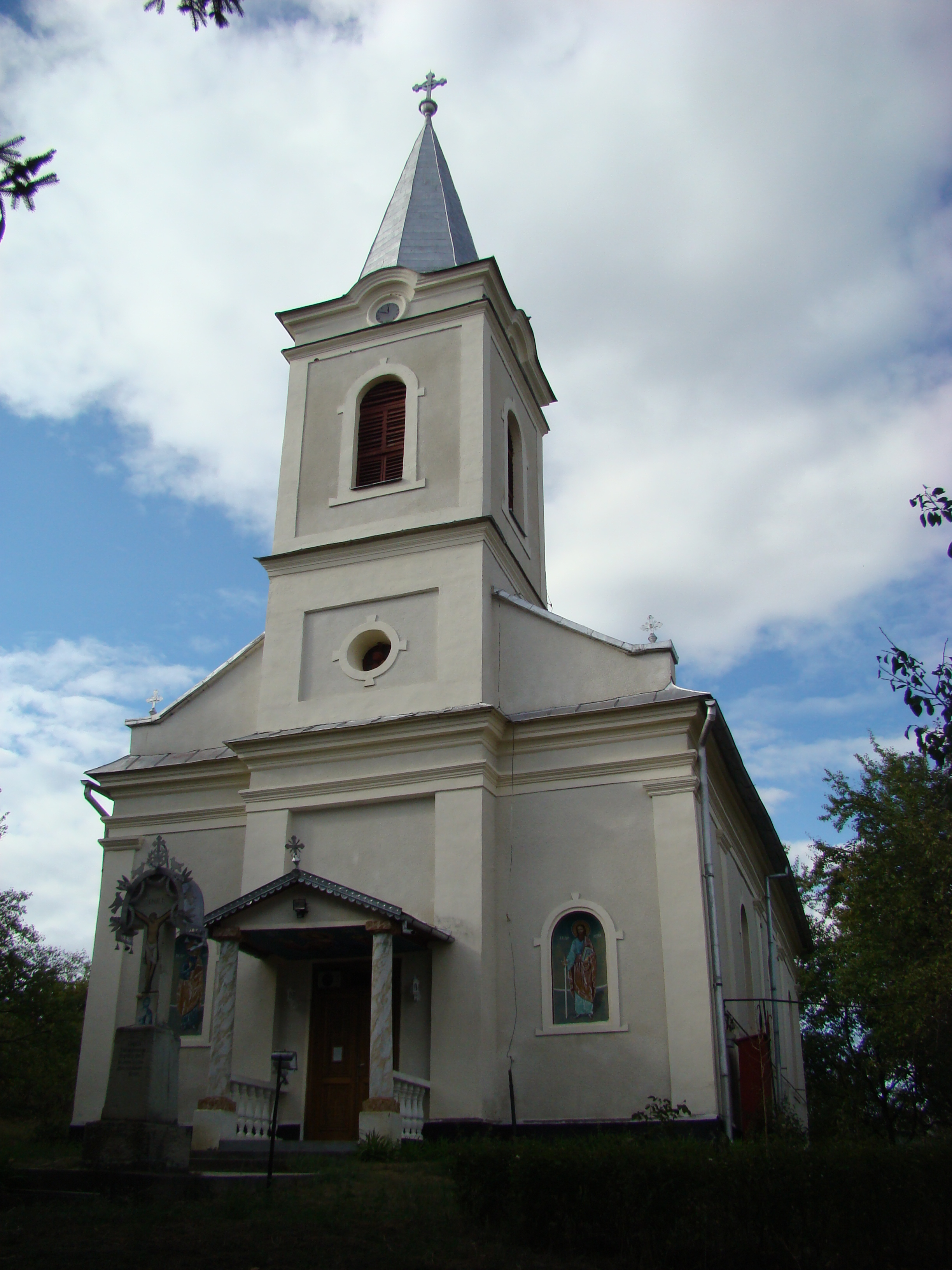
Biserica „Sfinții Apostoli Petru şi Pavel” (1907)

Rusu de Sus este un sat în comuna Nușeni din județul Bistrița-Năsăud, Transilvania, România.

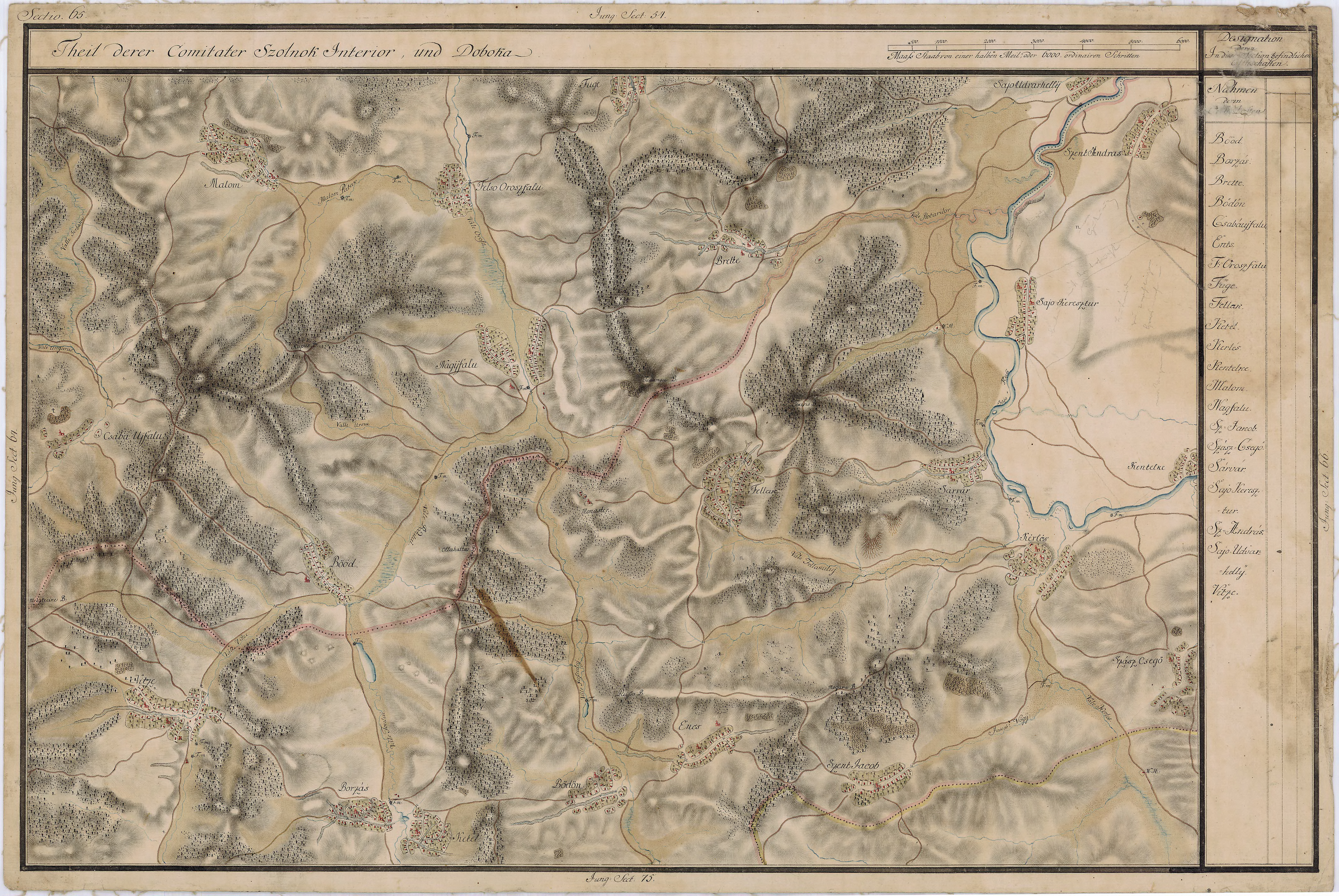
Rusu de Sus în Harta Iosefină a Transilvaniei, 1769-73